# سترونج هولد 3
سترونج هولد 3 (بالإنجليزية: Stronghold 3)‏ هي لعبة فيديو صدرت في 25 أكتوبر 2011. وهي متوفرة على أجهزة ويندوز . اللعبة من تطوير فايرفلاي ستوديوز